# اسلیتر (آیووا)
اسلیتر (به انگلیسی: Slater) شهری در ایالت آیووا کشور ایالات متحده آمریکا است که جمعیت آن در سرشماری سال ۲۰۱۰ میلادی، ۱٬۴۸۹ نفر بوده‌است.